# Stenia (djur)
Stenia är ett släkte av fjärilar. Stenia ingår i familjen Crambidae.

## Dottertaxa tillStenia, i alfabetisk ordning[1]
- Stenia adustalis
- Stenia aetnaealis
- Stenia afrella
- Stenia albicilialis
- Stenia alluminalis
- Stenia ambialis
- Stenia annulalis
- Stenia aphenice
- Stenia aquirrealis
- Stenia astenialis
- Stenia bademusalis
- Stenia bahrlutalis
- Stenia batracalis
- Stenia benetinctalis
- Stenia beuvealis
- Stenia biannulalis
- Stenia branealis
- Stenia bruguieralis
- Stenia caclamalis
- Stenia carbonalis
- Stenia carillalis
- Stenia carthaghalis
- Stenia caulealis
- Stenia cayugalis
- Stenia cerialis
- Stenia cirrosalis
- Stenia colubralis
- Stenia concoloralis
- Stenia coniotalis
- Stenia costalis
- Stenia cronanalis
- Stenia crusalis
- Stenia daralis
- Stenia datisalis
- Stenia decaryalis
- Stenia delicata
- Stenia desertalis
- Stenia desumptalis
- Stenia electralis
- Stenia flavipunctalis
- Stenia fucocilialis
- Stenia fuliginosa
- Stenia fusalis
- Stenia fuscilunalis
- Stenia gigantalis
- Stenia glaucinalis
- Stenia grammalis
- Stenia grisealis
- Stenia guianalis
- Stenia heringi
- Stenia herreralis
- Stenia hieralis
- Stenia hyperochalis
- Stenia hyrcanalis
- Stenia ianthealis
- Stenia ineffectalis
- Stenia infernalis
- Stenia interruptalis
- Stenia intervacatalis
- Stenia irroratalis
- Stenia laportei
- Stenia liodesalis
- Stenia longipedalis
- Stenia mabillealis
- Stenia mallaleuca
- Stenia marialis
- Stenia mauretanica
- Stenia melitealis
- Stenia metasialis
- Stenia midalis
- Stenia minoralis
- Stenia modestalis
- Stenia mononalis
- Stenia mutantalis
- Stenia nervosalis
- Stenia obscura
- Stenia orientalalis
- Stenia pacificalis
- Stenia paediusalis
- Stenia phaeospilalis
- Stenia phenice
- Stenia primolalis
- Stenia prophaealis
- Stenia pseudobotys
- Stenia psologramma
- Stenia pulverulalis
- Stenia punctalis
- Stenia punctatalis
- Stenia pygmaealis
- Stenia randalis
- Stenia retractalis
- Stenia rubriceps
- Stenia saponalis
- Stenia saurialis
- Stenia semifuscalis
- Stenia signatalis
- Stenia similalis
- Stenia spodinopa
- Stenia spodinopella
- Stenia stigmosalis
- Stenia styxalis
- Stenia tenebrosa
- Stenia tenellalis
- Stenia triflexalis
- Stenia turiafalis
- Stenia unicoloralis
- Stenia vestalialis
- Stenia vilialis